# Hop-up
Hop-up (High Operating Power) — система подкрутки шаров в страйкбольном оружии, для увеличения дальности выстрела с помощью эффекта Магнуса.
Хоп-ап устройства применяют подкрутку к снаряду для снижения давления воздуха в его верхней части. Это приводит к тому, что пластиковые шары меньше падают в течение определённого расстояния, чем это было бы без вращения, расширяя эффективный диапазон оружия без увеличения скорости.
В страйкбольном оружии это обычно реализуется как резиновый выступ на пути снаряда в начале ствола. Выступ на мгновение сдерживает снаряд в верхней части, придавая ему обратное вращение, которое может превышать 120 000 оборотов в минуту. Обычно это регулируется, так что эффект может быть настроен, чтобы подстроиться под вес или скорость шара.
Теоретически скорость вращения шарика может превысить пол миллиона оборотов в минуту при скорости движения по стволу 160 м/с, но этого не происходит из-за проскальзывания.

## Устройство
Система состоит из двух основных элементов: камера hop-up и резинка hop-up. Резинка hop-up надевается на стволик и фиксируется в камере.

## Разновидности
Помимо системы hop-up популярность получили системы G-hop, R-hop, ER-hop, flat-hop.